# Samuel Suurmets
Samuel Yanovich Suurmets (Suurmõts en estonien, Surmetz en allemand), dit Samo, né le 17 novembre 1874 à Kauksi (Iisaku), petit village alors en Livonie, désormais d'une cinquantaine d'habitants sur la commune de Mooste (Moisekatsi en russe), dans le Comté de Põlva, alors en république socialiste fédérative de Võrumaa, et décédé en 1932 d'une péritonite à Staraïa Roussa (dans l'oblast de Novgorod en URSS) âgé de 58 ans, est un ancien pilote automobile estonien, le premier en activité de son pays.

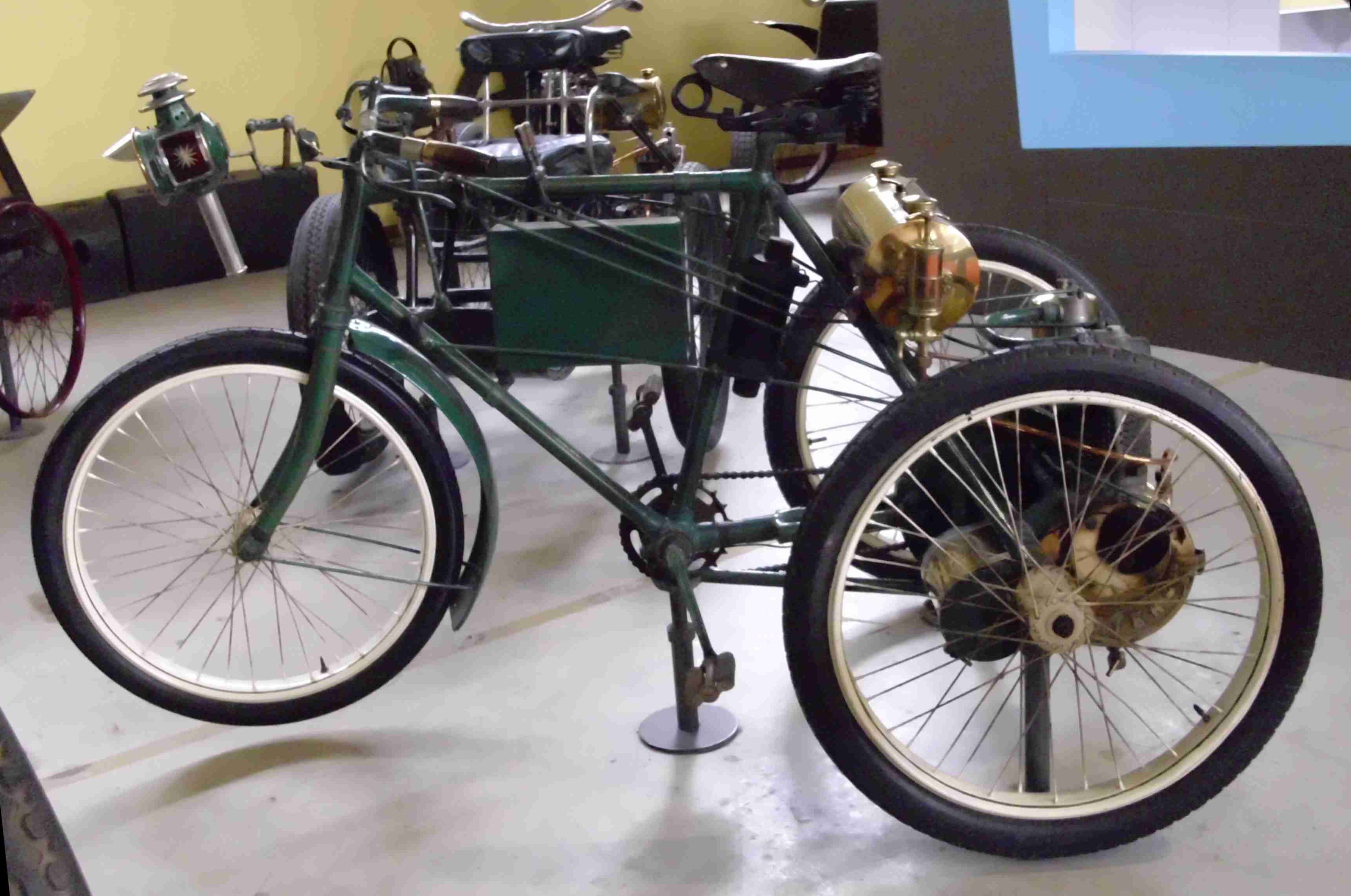
Tricycle "Aster" de 1899.

## Biographie
D'une fratrie de cinq issue d'une famille aristocratique locale, lui-même père de trois filles, il est mécanicien dans l'armée de 1896 à 1899, année où il arrive à Saint-Pétersbourg et s'achète sur place un premier tricycle à moteur type « Aster » fourni par la marque française Clément, puis il travaille pour l'entreprise automobile Pobieda de la capitale.

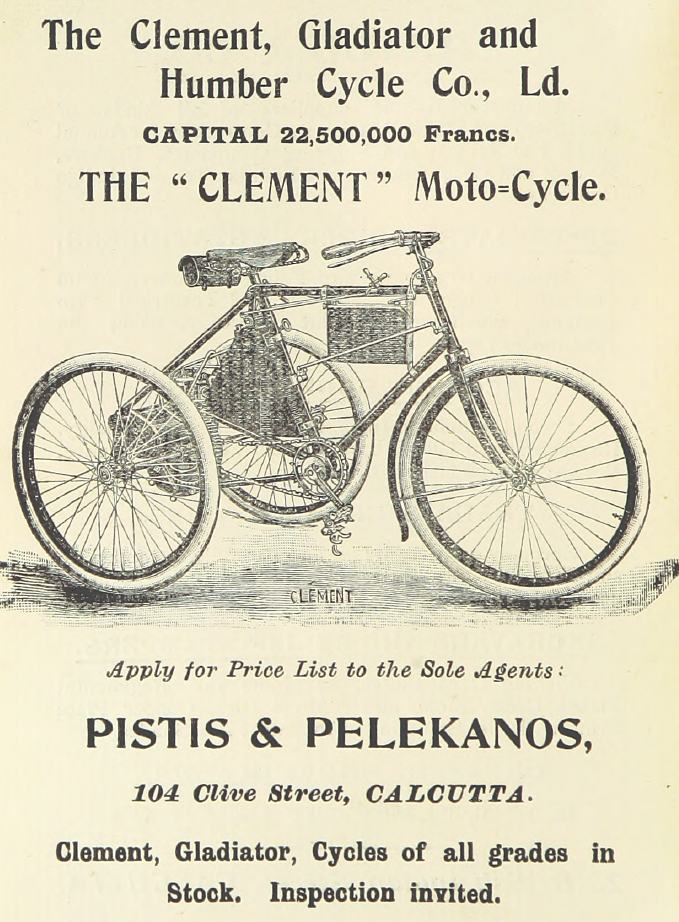
Publicité Clément de 1898 (pour le marché américain).

Le 29 janvier 1900, il termine quatrième -et dernier- de la deuxième édition de la course Saint-Pétersbourg (arrêt ferroviaire Alexandrovskaya)-Krasnoe Selo-Gatchina-Pulkovo-Saint-Pétersbourg(Alexandrovskaya), ou IIe Coupe de l'Union-cycliste de Saint-Pétersbourg, après avoir parcouru plus de 69 kilomètres sur tricycle 2.25 HP (par la route de Volkhonskoe). Disputant la tête au futur vainqueur Vadim Alexandrovich Mikhaïlov durant la première partie de la course, il est resté longtemps bloqué dans la neige. Le cinquième pilote, le français Georges Barbais alors importateur des marques Mors et Clément dans la capitale de l'empire russe, doit abandonner sur Mors 16HP.
Suurmets participe encore à quelques courses secondaires organisées au printemps et en été, mais toujours sans succès. Lors de la course Louga-Saint-Pétersbourg du 11 juin -remportée par Hippolyte-Auguste Deschamps sur tricycle de Dion-Bouton-, il prend un mauvais chemin pour rallier la capitale.
Le 30 décembre 1900, il gagne la course de Sport magazine, Saint-Pétersbourg (station Alexandrovskaya)-Strel'na-Saint-Pétersbourg (Alexandrovskaya) longue de 41,6 kilomètres, sur un tricycle Clément de 4HP cette fois (toujours par la route de Volkhonskoe) et par une température de -28C°, ce qui oblige à réduire la distance initialement prévue de près de sa moitié (78 verstes, soit plus de 80 kilomètres, à l'origine). Le troisième est le français Barbais associé au russe Vadim Mikhaïlov, sur Clément. Suurmets a mis 1 h 46 min 24 s pour faire le parcours, à une vitesse moyenne assez élevée de 55 km/h, pouvant ainsi rivaliser avec le temps mis à l'époque par un cheval.
Quelques jours plus tard, il est de nouveau victorieux lors des courses de l'hippodrome de Stel'na, bouclant 7, 5 miles en 9 min 25 s. Il est alors engagé comme mécanicien par Theodor Tanski, pour les magasins Pobeda.

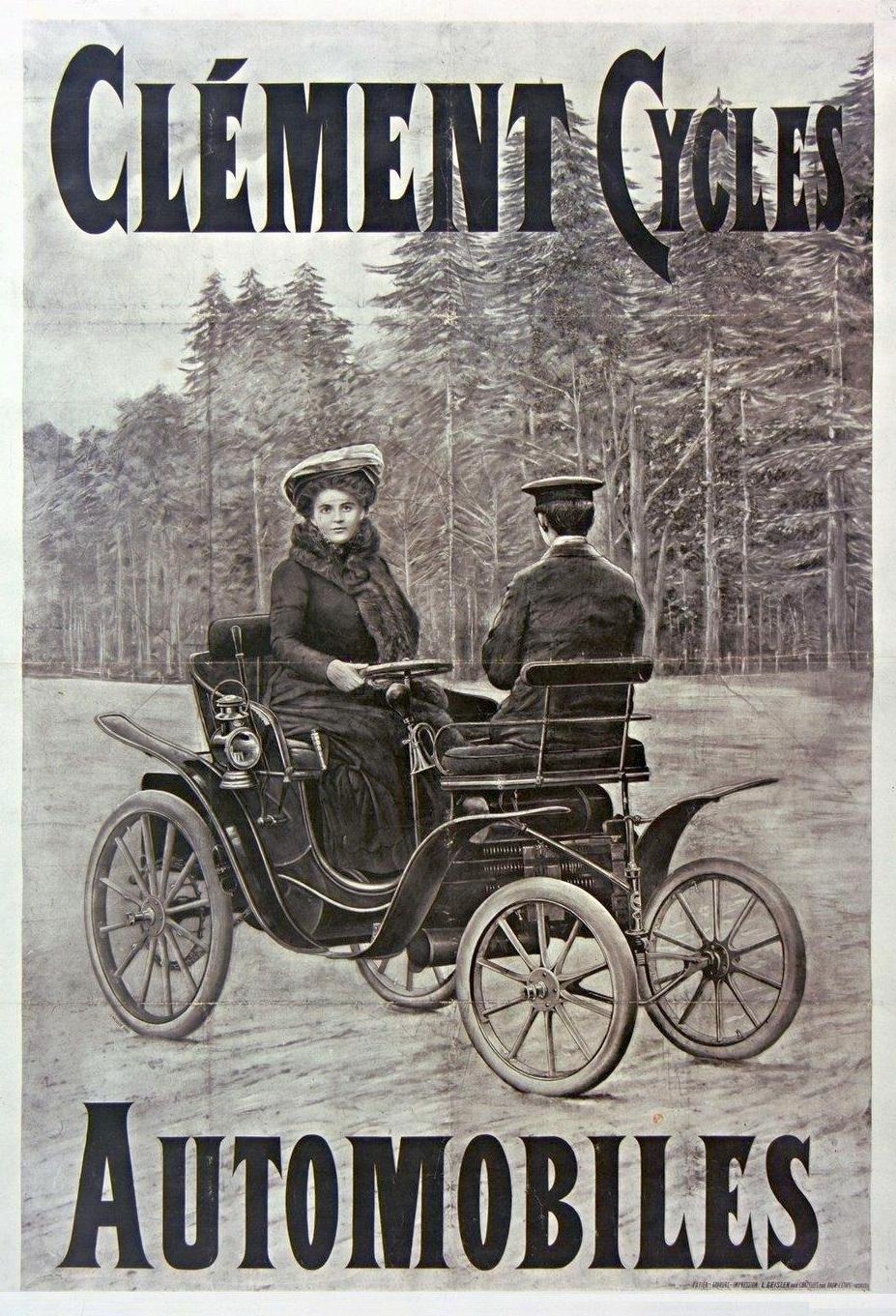
Publicité (française) de 1901.

Le 17 mars 1901, il est encore vainqueur avec son tricycle Clément de la IIIe Coupe de la Société de Cyclisme remise pour la course Saint-Pétersbourg (arrêt ferroviaire Alexandrovskaya)-Gatchina-Krasnoe Selo-Strel'na-Saint-Pétersbourg (Alexandrovskaya). Les 69,34 kilomètres sont parcourus en moins de 4 heures, à une moyenne horaire de 17,44 km/h, et Barbais est encore troisième, sur une voiturette Clément. Suurmets a du pousser la voiture pour terminer.
Le 21 mai 1901, il fait la course de Sport magazine Saint-Pétersbourg-Stel'na-Saint-Pétersbourg (route de Volkhonskoe) de plus de 40 kilomètres avec son « Aster », et un seul autre concurrent : il termine loin derrière Tanski, qui réalise un temps de 51 min 7 s.
En juillet 1901, il abandonne lors de Moscou-Saint-Pétersbourg (accident du tricycle contre un rocher près de Tver, la longueur prévue étant de 693,42 kilomètres).

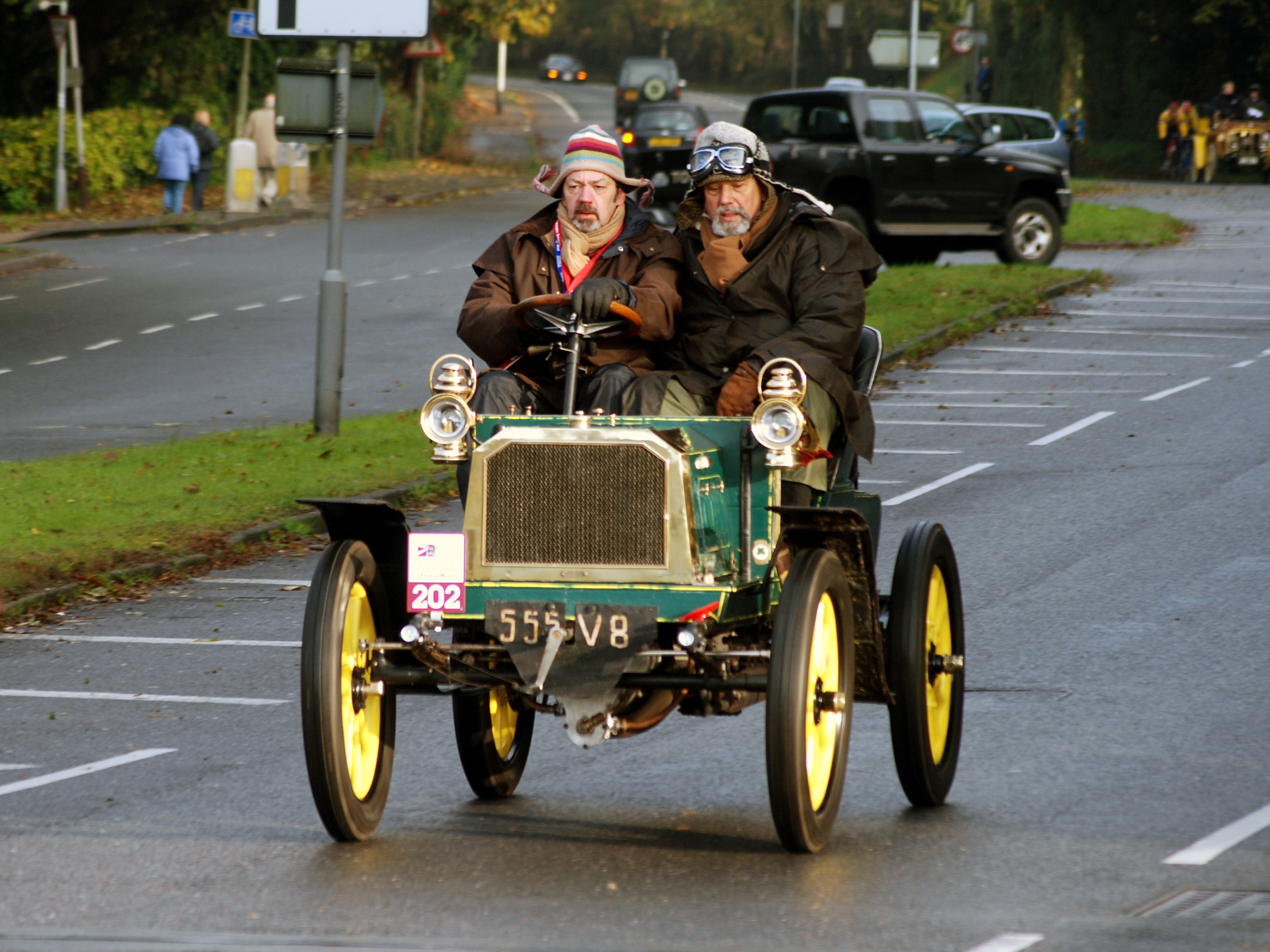
Une Georges Richard 10HP de 1902.

Le 29 janvier 1902, il est vainqueur pour la troisième fois de la Coupe de l'Union cycliste de la capitale (IVe édition), lors de Saint-Pétersbourg-Strel'na-Saint-Pétersbourg par la route de Volkhonske, avec une  Georges Richard 10HP.
Le 9 octobre 1902, il gagne de nouveau sur Georges Richard lors de Strel'na-Krasnoe Selo-Gatchina-Strel'na (course longue de 64 kilomètres), en 1 h 25 min 41 s sur la route de Volkhonskoe, devant le français Barbais deuxième sur le même modèle 10HP. La course est organisée par Andrei Platonovich Nagel pour le magazine Avtomobil dont il est le rédacteur en chef, et compte 8 partants pour 5 véhicules à l'arrivée, notamment la puissante Panhard et Levassor 24HP d'Alexander Korovin, troisième.
Suurmets devient membre de l'Automobile Club de Saint-Pétersbourg dès sa création, le 24 novembre 1902, alors qu'il a remporté des victoires tant sur route (à quatre reprises) que sur circuit hippomobile.
De 1903 à 1908, il arrête la compétition : les conditions politiques ne s'y prêtent guère -conflit avec le Japon et première révolution russe en 1904 et 1905, notamment- et il est très pris par ses activités professionnelles (Pobeda se développant), tout en aidant au développement du nouveau club automobile.
En 1909, il revient en course et remporte la classe 1 -ainsi que la vasque de cristal à support d'argent de l'automobile club pour récompense- lors de la course Saint-Pétersbourg-Riga-Saint-Pétersbourg avec une Opel 30/50 de tourisme. Il termine deuxième au classement général derrière le français François Donnier. La distance à parcourir est de 1 172 kilomètres, et des 23 voitures au départ le 14 août, 15 terminent le trajet le 18. Donnier a accompli la distance sans s'arrêter et sans tenir compte des pauses, en 13 heures et 1 minute, à la vitesse moyenne de 90,5 km/h, alors que Suurmets a mis 14 heures à une vitesse moyenne de 73 km/h. Le magasin Pobeda utilise ensuite cet exploit avec le slogan « Là où est la victoire, il y a une Opel » pour dynamiser ses ventes de la marque qu'elle distribue.
Après la révolution bolchévique, Suurmets change de prénom pour éviter des représailles, et se fait appeler désormais Ivan Andreyevich.
Ses descendants dissimulent sa trace jusqu'en 2003, année où l'une de ses filles fait publier sa biographie.